# 蛇夫座X
蛇夫座X，又名BD+08 3780，HD 172171、SAO 123744、HR 7002，是蛇夫座的一颗恒星，视星等为6.4，位于銀經39.35，銀緯6.9，其B1900.0坐标为赤經18h 33m 34.1s，赤緯+8° 6.9′ 48″。